# Coven
Coven, conventículo ou conciliábulo é o nome genérico dado a uma agregação ou reunião de bruxos para a realização de rituais religiosos e ritos. Tradicionalmente, ele abriga o máximo de treze pessoas.
Margaret Murray afirma que o termo era utilizado para descrever grupos de bruxos na Europa, estando organizados em grupos de treze membros, chamados de covens. Após a popularização do termo na década de 1920, Gerald Gardner o adopta à Wicca.

## No Neopaganismo
Na Wicca e em outras formas modernas de bruxaria neopagã, como na Stregheria, um coven é uma agrupação ou comunidade de bruxos, similar a uma congregação. É composto por um grupo de fiéis que se reúnem para cerimônias religiosas, tais como a celebração do Sabá.
Na maioria dos covens de Wicca, não existe nenhuma entidade hierárquica. O coven não precisa ser associado a nenhuma fundação "maior" ou líder absoluto, como um grão-pontífice. No entanto, cada tradição tem sua organização própria, com algumas mais piramidais que outras, ou ainda mais ou menos fechadas em relação a novos membros.
Para a religião Wicca, o coven envolve uma união mágica sob o objetivo de louvar a Deusa e o Deus, tendo em comum um juramento de fidelidade à religião e ao grupo.

## Características Gerais do Coven Wiccano
Um coven mantém encontros periódicos para o treinamento, exercícios, troca de experiências, comemoração dos Sabás e Esbás, além de trabalharem juntos em outros rituais. Cada coven tem seu próprio símbolo e nome, suas regras, suas características, seu método de estudo e "carisma mágico próprio". Covens próximos podem trocar influências.
Na Wicca, o líder do coven dá início e pode interromper cada fase dos rituais, ajustando a duração de acordo com o ânimo coletivo. Via de regra, ele é eleito democraticamente, com seu cargo sendo constantemente avaliado. O Sacerdócio, como posição de liderança, nem sempre também é um cargo vitalício.
Um coven wiccano tem como filosofia "Perfeito Amor e Perfeita Confiança", o que simboliza a união dentro do grupo. Para tornar-se membro de um coven, o membro deve primeiro encontrar um coven e ser iniciado, submetendo-se a um ritual de comprometimento. A iniciação é seguida de um longo período de treinamento.

## Na Mídia
Na série americana American Horror Story, de Ryan Murphy em sua terceira temporada é focada um coven de bruxas em New Orleans.

## Constituintes do Coven Wiccano
Os covens não possuem graus hierárquicos. Variando de coven para coven, pode existir uma estrutura organizacional, porém todos são vistos como iguais. Normalmente os membros são:
- - Alta Sacerdotisa - a líder feminina de um coven, normalmente de 3º grau. Ela representa a Deusa.
- - Alto Sacerdote - o líder masculino de um coven, normalmente de 3º grau. Ele representa o Deus.
- - Ancião - um membro experiente do coven que tenha sido uma Alta Sacerdotisa ou Alto Sacerdote em seu próprio coven.
- - Terceiro Grau
- - Segundo Grau - completou o seu 1º grau e é qualificado para ensinar estudantes do primeiro grau.
- - Primeiro Grau
- - Dedicado - aspirante ao primeiro grau que já passou pelos rituais da Wicca.
- - Neófito - uma pessoa interessada em Wicca mas que ainda não iniciou seus estudos.

## Leitura complementar
- Margot Adler (2006) Drawing Down the Moon (book). Penguin Books.
- Miriam Simos (1999) The Spiral Dance. San Francisco: Harper.
- Janet and Stuart Farrar (1996) A Witches' Bible: The Complete Witches Handbook. Phoenix Publishing.